# Minerva
Minerva este numele roman al zeiței numite de greci Pallas Athena. Aceasta era zeița înțelepciunii și a războiului drept (spre deosebire de Ares, zeul războiului nedrept și al violenței). 
S-a născut din capul lui Jupiter / Zeus după ce mama ei a fost înghițită de către acesta și a ales să rămână pe veci fecioară. Este de asemenea zeița artelor și a meșteșugurilor patronând deopotrivă mobilitatea minții, era pentru romani și inventatoarea construcțiilor navale.

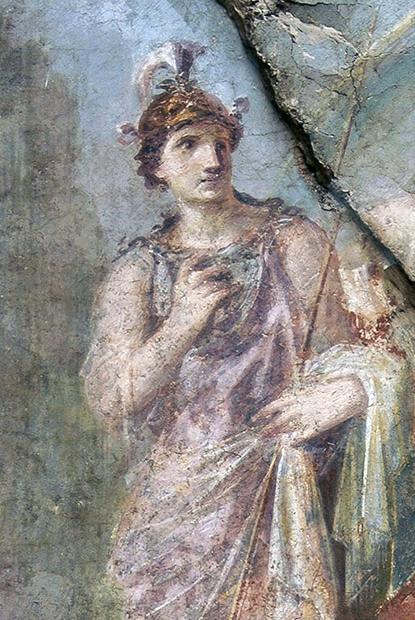
Minerva, frescă din Herculaneum (sec. I)
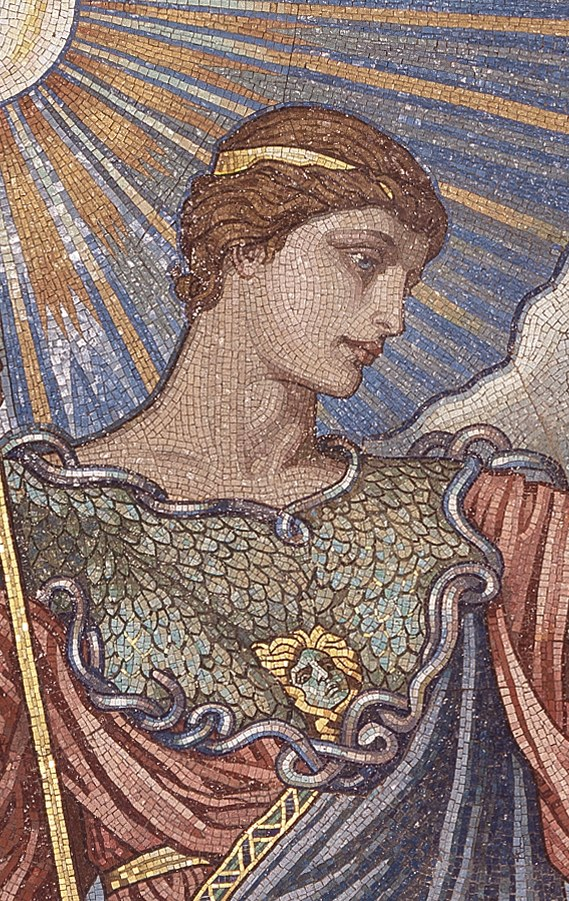
Minerva a păcii, mozaic de la Biblioteca Congresului Statelor Unite ale Americii